# L'Homme des glaces
L'Homme des glaces (Prehistoric Ice Man en version originale) est le dix-huitième et dernier épisode de la deuxième saison de la série animée South Park, ainsi que le 31e épisode de l'émission.

## Synopsis
Les enfants trouvent un corps pris dans la glace. En réalité, il s'agit d'un homme du passé, congelé depuis 1996.